# Bojaren

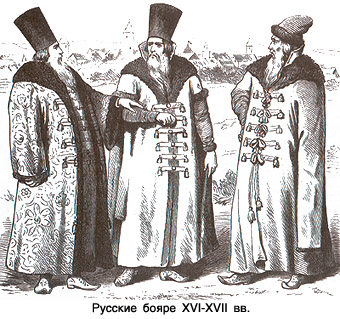
Russische Bojaren im 16.–17. Jahrhundert

Bojaren oder Boljaren (bulgarisch боляри, russisch бояре, rumänisch boier, serbisch бољари boljari) waren Adelige unterhalb des Ranges eines Fürsten (Knjas) oder Zaren.
Der Titel war in Bulgarien, in der Kiewer Rus, im alten Russland, im Großfürstentum Litauen (heute Belarus, Ukraine, Russland und Litauen), in den Fürstentümern Walachei (heute Rumänien) und Moldau (heute Republik Moldau und Rumänien) sowie in Serbien verbreitet. Die Bojaren bildeten in diesen Ländern zum Teil seit dem 8. Jahrhundert und in Rumänien teilweise noch bis 1945 die herrschende Schicht der Großgrundbesitzer.

## Etymologie
Die Etymologie des Wortes ist unklar, jedoch ist es vermutlich türkischen Ursprungs, zumal es aller Wahrscheinlichkeit nach von den Bulgaren an der Donau aus in die Rus gelangte. Dort wurden die Angehörigen der obersten Gesellschaftsschicht Boljarin (Plural Boljari) genannt. Mit der Ausbreitung des Bulgarischen Staates und dem damit verbundenen Einfluss (siehe Erster Südslawischer Einfluss) drang das Wort als gelehrte Bezeichnung ins Altrussische ein. Die historische Wurzel des Bojarentums war überall die feudale Gefolgschaft.
Max Vasmer hält unter allen zweifelhaften Theorien eine Herleitung aus alttürk. bai ‚reich, edel‘ + är ‚Mensch, Mann‘ unter Einfluss von slaw. bol- ‚besser, mehr‘ für am wahrscheinlichsten.

## Boljaren bei den Bulgaren
Die älteste slawische Form des Begriffs Bojar, Boljarin (болярин), wurde Anfang des 10. Jahrhunderts datiert und mit dem Ersten Bulgarischen Reich in Verbindung gebracht. Es wird vermutet, dass es vom urbulgarischen Adelstitel Boil, wie sich die Aristokratie im Reich nannte, in Boilar oder Biljar umgeformt wurde. Als Unterstützung dieser Theorie wird das Werk De Administrando Imperio des byzantinischen Kaisers Konstantin VII. herangezogen, in dem die bulgarischen Adligen mit dem Titel Boliades erwähnt werden. Von Bulgarien aus verbreitete sich der Begriff Boljaren in Serbien, Moldau, Rus und Bosnien.
Im Ersten Bulgarischen Reich wurden die Angehörigen der obersten Gesellschaftsschicht bis zur Christianisierung im 9. Jahrhundert Boil, danach und während des Zweiten Bulgarischen Reiches Boljar oder Boljarin genannt. Boljar wie auch Boil waren vererbliche Titel.
Während des Ersten Bulgarischen Reiches teilten sich die Boilen (später Boljaren) in veliki (großen) und mali (kleine). Oft wurde neben den Titel des Boila noch die Stellung, die der Adlige im Reich einnahm, hinzugefügt. So war zum Beispiel der Itschirgu-Boil der Verwalter der Hauptstadt und Befehlshaber der hauptstädtischen Garnison, Kawkhan Boil – Oberster Befehlshaber der Streitkräfte und erster Diplomat oder Logothetes Boil – ähnlich wie heute Staatssekretär. Das Werk De Administrando Imperio erwähnt, dass es während der Herrschaft von Zar Simeon I. im bulgarischen Reich sechs Große Boilas gab, die dem Rat der großen Boilen angehörten. Der Rat traf wichtige Entscheidungen, beriet den Herrscher oder führte das Land, wenn die Herrscher noch minderjährig waren. In letzterem Fall wurde ein Oberster Boil erwähnt, der das Land im Namen des jungen Herrschers regierte und häufig auch Kriege führte, wie Vizekhan Isbul bei seiner Regentschaft von Khan Malamir und Khan Presian I.
Der Oberste Rat der Boljaren war auch während des Zweiten Bulgarischen Reiches ein wichtiges Gremium. Im Reich, das nach einem Aufstand der Boljarenbrüder Assen, Theodor Petar und Kalojan 1187 von Byzanz anerkannt wurde, konzentrierte sich die politische und militärische Macht in einigen Boljarenfamilien. Die Mächtigsten davon traten als Thronprätendenten auf, betrieben Intrigen gegen die Zaren oder verbündeten sich untereinander, ließen Zaren ermorden (Iwan Assen I., Theodor Petar, Kalojan etc.) oder stürzen, um sich selbst zum Zaren zu ernennen (Boril, Iwanko, Mizo Assen, Konstantin Tich Assen etc.). Die wichtigsten Boljarenfamilien waren das Haus Assen, das Haus Schischman, Haus Komitopuli und das Haus Terter. Oft spalteten sich mächtige Boljaren mit einem Teil des Landes ab, wie Stres, Balica, Rostislaw, Jacob Swetoslaw, Smilez, Alexius Slaw etc.
Die vielen kleinen bulgarischen Fürstentümer, die im 14. Jahrhundert anstelle des bulgarischen Reiches auftraten (siehe Despotat Dobrudscha, Königreich Widin) und sich großteils untereinander bekämpften, erleichterten der neuen Macht auf dem Balkan die Eroberung. Mit dem Fall des bulgarischen Reiches 1396 unter osmanisch-türkische Herrschaft verschwanden auch der Titel und die Privilegien des Boljaren-Systems in Bulgarien.

## Boieri in Rumänien
Der Titel des Boier in Rumänien hatte den höchsten aristokratischen Rang, sie standen nur unterhalb des Voievod bzw. Domnitor und bildeten die Schicht der Großgrundbesitzer (moșieri). Ihre größte Bedeutung hatten sie in den Donaufürstentümern (Walachei und Moldau) vom 10. bis 18. Jahrhundert. Sie wurden ursprünglich in dieses Amt gewählt und mussten vom regierenden Fürst bestätigt werden. Die Boieri bildeten im Mittelalter die Führungsschicht, die die Rechtsprechung und Verwaltung in ländlichen Gebieten übernahm und am Fürstenhof die wichtigsten Ämter in Verwaltung und Militär einnahmen. Mithilfe der 1829 durch das Organische Reglement geschaffenen Bojaren-Parlamente der Walachei und der Moldau übten sie bis 1856 die Macht über die Donaufürstentümer aus. Im Parlament Rumäniens bildeten sie ab 1862 die Konservative Partei, die im Gegensatz zur (National-)Liberalen Partei („Rote“) als „Weiße“ bezeichnet wurden. Nach dem Sieg der Liberalen zerfiel die Konservative Partei, ihr Nachfolger wurde die Bauernpartei (Partidul Țărănesc).
In Siebenbürgen verloren die Boieri dagegen an Bedeutung und wurden zu einfachen Bauern, soweit sie nicht im ungarischen Adel aufgingen.

## Bojaren in der Rus
In der Kiewer Rus hatte sich der Bojarenstand im 8.–9. Jahrhundert ursprünglich aus den Druschinas entwickelt, den Leibwachen der Fürsten, die wiederum aus den Schwurgemeinschaften der Waräger rekrutiert worden waren. Urkundlich wurden sie zuerst in der Nestorchronik von 862 in der unmittelbaren Umgebung des Fürsten Rurik. Dabei ist jedoch unklar, ob der Begriff in der Rus als Bezeichnung einer bestimmten sozialen Gesellschaftsschicht vor Mitte des 12. Jahrhunderts in Gebrauch war. In späterer Zeit hatten die Bojaren eine unterschiedliche soziale und politische Stellung in den unterschiedlichen Teilen der Rus. Im Nordosten bildeten sie die höchste und einflussreichste gesellschaftliche Schicht im Umkreis des Fürsten, im Südwesten den niedrigen landbesitzenden Adel. In dieser Zeit bildete sich die Bojarenversammlung, die sogenannte Bojarenduma, die ein Großfürst zusammenrufen konnte. Er konnte sich auch durch einen Bojarenrat beraten lassen.
Zar Iwan IV. ließ im 16. Jahrhundert viele Bojaren töten oder deportieren, nachdem sich diese, um ihre Privilegien fürchtend, gegen ihn verschworen hatten. In der Zeit der Wirren gab es in Russland kurzzeitig eine Sieben-Bojaren-Herrschaft. Peter I. schaffte den Bojarenstand im Rahmen seiner Reformen Anfang des 18. Jahrhunderts endgültig ab.

## Bojaren im Großfürstentum Litauen
Als die Litauer im 14. Jahrhundert den größten Teil des einstigen Reiches von Kiew eroberten, fanden sie dort neben den Teilfürsten, die sich ihrer Oberherrschaft unterordneten, eine Schicht von Landbesitzern, in der Regel jedoch stadtsässige Bojaren vor. Sie beließen den Bojaren ihren Besitz und ihre rechtliche Stellung. Bald wurden auch die litauischen Adligen als Bojaren (litauisch bajorai, in lateinischen Quellen auch baiores, bojari oder bojare) bezeichnet.